# Rachel Wilson
Rachel Wilson (née le 12 mai 1977 à Ottawa) est une actrice canadienne.

## Biographie
Rachel Wilson est une actrice canadienne née à Ottawa.
En 2005, elle se met en couple avec James Lafferty, désormais séparés[Quand ?].

## Filmographie

### Cinéma
- 1995 : Jungleground : Posie
- 1995 : Senior Trip : Susie, Teen Girl
- 1999 : Austin Powers 2 : L'Espion qui m'a tirée (Austin Powers: The Spy Who Shagged Me) : Autograph Seeker
- 1999 : Ma mère, moi et ma mère (Anywhere But Here) : Sylvia
- 1999 : Mystery, Alaska : Marla Burns
- 1999 : Soft Toilet Seats : Interface Room Dancer
- 2001 : The Zeros de John Ryman : Fanny
- 2001 : La Prison de verre (The Glass House) : Hannah
- 2002 : Waitin' to Live : Ellie Cassidy
- 2003 : Winter Break : Kirsten
- 2015 : Hellions de Bruce McDonald : Kate Vogel
- 2018 : Trahison d'État (Backstabbing for Beginners) de Per Fly : Lily
- 2019 : Dans les hautes herbes : Nathalie humboldt

### Télévision

#### Séries télévisées
- 1994 : Fais-moi peur ! : Katie
- 1995 : Side Effects : Allison Lounsbery
- 1995 : Lonesome Dove: The Outlaw Years : Holly
- 1997 : Breaker High : Tamira Goldstein
- 1997 : Ready or Not : Milan's Girl
- 1997-1998 : Classe Croisière : Tamira Goldstein
- 2000 : Les Médiums (saison 1, épisode 4) : Tandi
- 2000-2001 : Gideon's Crossing : Joanne Cooper
- 2001 : Popular (saison 2, épisode 15) : Flynn Hudson
- 2001 : Charmed (saison 4, épisode 7) : Becca
- 2002 : Providence (saison 4, épisode 17) : Karina
- 2002 : Amy (saison 3, épisode 24) : Colleen Wharton
- 2003 : Missing : Disparus sans laisser de trace (saison 1, épisode 5) : Karen Owen
- 2004-2005 : Show Me Yours : Stella Bradley
- 2005 : Kevin Hill (saison 1, épisode 13) : Bethany Phillips
- 2007-2014 : L'île des défis extrêmes : Heather
- 2009 : My Pal Satan : Donna
- 2010-2014 : Republic of Doyle : Dr Nikki Renholds
- 2011 : Les enquêtes de Murdoch (Murdoch mysteries) : Tess Moffatt
- 2011 : Les Kennedy (The Kennedys) (mini-série) de Jon Cassar : Michelle
- 2012 : The Firm (saison 1, épisode 12) : Anna
- 2012 : Comedy Bar (épisodes 4 & 5) : Chris O'Donnell
- 2013 : Bomb Girls : Teresa
- 2013 : Rookie Blue (saison 4, épisode 2) Cynthia Thorpe
- 2013 : Total Drama All Stars : Heather
- 2013 : Cracked (saison 2, épisode 7) : Michelle Calavano
- 2014 : Working the Engels (saison 1, épisode 3) : Lanie Crabtree
- 2014 : Covert Affairs (saison 5, épisode 11) : Nurse Susan
- 2015 : Reign : Le Destin d'une reine (saison 2, épisode 12) : Lady Yvonne
- 2015 : Reel East Coast (saison 1, épisode 1) : Karen (segment "Not Over Easy")
- 2015 : Spun Out (saison 2, épisode 12) : Paula Rice
- 2016 : Saving Hope (saison 4, épisode 17) : River Wallace
- 2017 : Schitt's Creek (saison 3, épisode 11) : Motel Guest
- 2017 : Private Eyes (saison 2, épisode 8) : Jacinta Kalfas
- 2018 : Carter (saison 1, épisode 5) : Angelica Holander
- 2018-2019 : Impulse : Iris
- 2019 : Hudson et Rex : Melina
- 2019 : Le Secret de la plume : Linda Quinn
- 2023 : The Hardy Boys : Adelia Kurt (3 épisodes)

#### Téléfilms
- 1991 : Power Pack
- 1996 : A Brother's Promise: The Dan Jansen Story : Stacy
- 1996 : Une autre façon d'aimer (A Husband, a Wife and a Lover) : Sarah
- 1999 : Sagamore : Audrey March
- 2000 : Running Mates : Heather Gable
- 2005 : Sonny by Dawn : Nathalie
- 2008 : La Fin du rêve (The Two Mr. Kissels) : Melinda
- 2011 : Une proie certaine (Certain Prey) : Mère d'Heather
- 2012 : Le Bébé de Noël (Baby's First Christmas) : Jenna
- 2013 : La Trahison de mon mari ('Her Husband's Betrayal) : Mrs. Harpton
- 2014 : Ma fille, ma bataille (My Daughter Must Live) : Amelia
- 2014 : Bienvenue dans la famille (The Good Witch's Wonder) : Audrey
- 2015 : Les Prisonnières (Kept Woman) : Robin Simmons
- 2016 : Un Noël parfait (A Perfect Christmas) : Lynn Faber
- 2020 : Trop jeune pour l'épouser (I Do, or Die - A Killer Arrangement) de Stanley M. Brooks : Morgan